# Municipio de El Dorado (Arkansas)
El municipio de El Dorado (en inglés: El Dorado Township) es un municipio ubicado en el condado de Union en el estado estadounidense de Arkansas. En el año 2010 tenía una población de 26219 habitantes y una densidad poblacional de 83,75 personas por km².

## Geografía
El municipio de El Dorado se encuentra ubicado en las coordenadas 33°11′38″N 92°41′13″O / 33.19389, -92.68694. Según la Oficina del Censo de los Estados Unidos, el municipio tiene una superficie total de 313.05 km², de la cual 312.8 km² corresponden a tierra firme y (0.08%) 0.25 km² es agua.

## Demografía
Según el censo de 2010, había 26219 personas residiendo en el municipio de El Dorado. La densidad de población era de 83,75 hab./km². De los 26219 habitantes, el municipio de El Dorado estaba compuesto por el 56.45% blancos, el 38.97% eran afroamericanos, el 0.34% eran amerindios, el 0.69% eran asiáticos, el 0.03% eran isleños del Pacífico, el 2.29% eran de otras razas y el 1.22% pertenecían a dos o más razas. Del total de la población el 4.07% eran hispanos o latinos de cualquier raza.